# Maryja Matusiewicz
Maryja Matusiewicz (biał. Марыя Матусевіч; ur. 6 maja 1943 w powiecie grodzieńskim) – litewska nauczycielka narodowości białoruskiej, działaczka społeczna i samorządowa, przewodnicząca Towarzystwa Języka Białoruskiego im. Franciszka Skaryny w Wilnie. 

## Życiorys
W 1978 ukończyła Wyższy Instytut Pedagogiczny w Szawlach ze specjalnością nauczania początkowego. W 1995 znalazła się wśród jedenastu radnych Wilna wybranych z listy Akcji Wyborczej Polaków na Litwie, mandat pełniła do 1997. Od tego czasu kilkakrotnie startowała bez powodzenia z ramienia Akcji w wyborach lokalnych. 
Obecnie pracuje w żłobku i przedszkolu "Bildukas". Bierze aktywny udział w życiu społeczności białoruskiej na Litwie, jest prezesem Towarzystwa Języka Białoruskiego im. Franciszka Skaryny. 
W wyborach sejmowych z 2008 kandydowała bez powodzenia z ramienia Akcji Wyborczej Polaków na Litwie, znajdując się na piątym miejscu jej listy państwowej. W wyborach w 2012 ponownie ubiegała się o mandat poselski z ósmego miejsca listy krajowej AWPL.
Jest wdową, ma córkę Annę.